# 1984

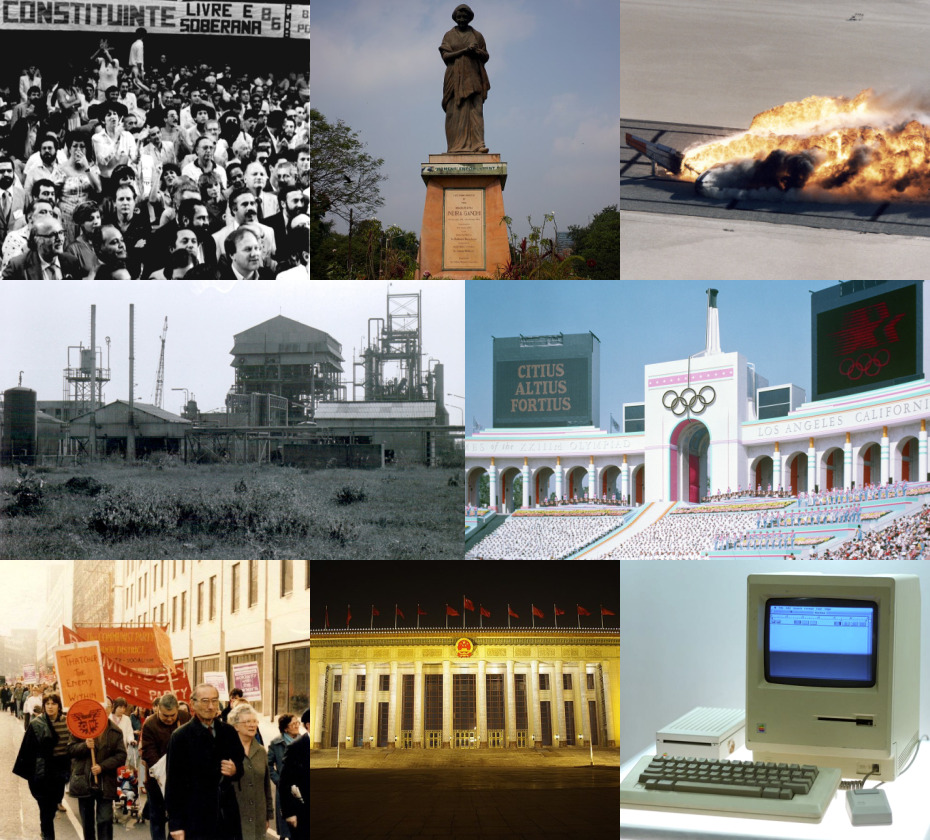
En el sentido de las agujas del reloj desde arriba la parte superior izquierda: un movimiento de disturbios civiles exigió elecciones presidenciales directas en Brasil; La primera ministra india, Indira Gandhi, es asesinada por dos de sus guardias de seguridad, lo que inició los disturbios contra los sij; la NASA y la AFA estrellaron intencionalmente un avión Boeing 720 controlado a distancia para adquirir datos y probar nuevas tecnologías para ayudar a la supervivencia de los pasajeros y la tripulación; los Juegos Olímpicos de Verano de 1984 se llevan a cabo en Los Ángeles (California); Apple lanza su revolucionaria computadora personal; se firma el tratado de Declaración Conjunta Sino-Británica; el desastre de Severomorsk resultó en la detonación y destrucción de grandes cantidades de municiones y mató a 200-300 personas; uno de los peores desastres químicos mató al menos a 3.787 personas en Bhopal (India).

1984 (MCMLXXXIV) fue un año bisiesto comenzado en domingo en el calendario gregoriano.

## Acontecimientos

### Enero
- 1 de enero:
  - Brunéi obtiene su independencia definitiva.
  - El Comité Olímpico Internacional reconoce oficialmente el Comité Olímpico de Guinea Ecuatorial.
- 2 de enero: en el Golfo Pérsico, cinco barcos iraníes son atacados y destruidos por la Armada iraquí.
- 4 de enero: bombardeos aéreos israelíes sobre el Líbano causan más de 100 muertos y 400 heridos en la región de Baalbek.
- 5 de enero: en los Estados Unidos, Richard Stallman desarrolla el sistema informático GNU.
- 7 de enero: Brunéi se convierte en el sexto miembro de la ASEAN (Asociación de Naciones del Sudeste Asiático).
- 9 de enero: en Panamá, los representantes de Costa Rica, El Salvador, Guatemala, Honduras y Nicaragua ―con la intercesión de los países del Grupo de Contadora― firman un anteproyecto de paz para Centroamérica.
- 10 de enero: Estados Unidos y la Santa Sede reanudan sus relaciones diplomáticas.
- 11 de enero:
  - en Alemania Oriental, se despliegan misiles soviéticos SS-20.
  - en Figueras (Cataluña), el pintor español Salvador Dalí anuncia la creación de la fundación Gala-Salvador Dalí y la donación de 621 de sus obras al Teatro-Museo Dalí.
- 12 de enero: en Argentina el presidente Alfonsín ofrece su primera conferencia de prensa. Nunca antes un presidente se había presentado ante el periodismo de esta manera: sin cuestionarios previos ni temas prohibidos.
- 15 de enero: en España, fundación del Partido Comunista de los Pueblos de España (PCPE) a partir de escisiones del Partido Comunista de España (PCE).
- 17 de enero: en Estocolmo (Suecia) se inaugura la Conferencia sobre Desarme en Europa, en la que participan representantes de 35 países.
- 18 de enero: el vuelo 171 de Air France que volaba entre Karachi (Pakistán) y Dhahran, (Arabia Saudita) sufre una explosión en la bodega de carga al despegar; sus 261 ocupantes sobreviven.
- 23 de enero: Publicación de la canción Thriller del famoso cantante estadounidense Michael Jackson.
- 24 de enero: en los Estados Unidos, la empresa Apple Inc. presenta el Macintosh 128K, la primera computadora personal comercializada exitosamente, que utiliza una interfaz gráfica de usuario (GUI) y un mouse.
- 25 de enero: en São Paulo (Brasil), durante las conmemoraciones del aniversario de la ciudad, se llevó a cabo una manifestación (Directas Ya) con la participación aproximada de 100 000 personas y decenas de políticos y artistas, exigiendo elecciones libres para presidente de la república y el fin del régimen militar.
- 29 de enero: León Febres Cordero gana la primera vuelta de las elecciones presidenciales en Ecuador.

### Febrero
- 2 de febrero:
  - en Venezuela, Jaime Lusinchi toma posesión como presidente.
  - Costa Rica niega asilo político a 3000 «contras» armados de Edén Pastora.
- 3 de febrero: en Caracas (Venezuela), seis países democráticos latinoamericanos y España firman la Declaración de Caracas, en la que califican la democracia como el mejor sistema político para Latinoamérica.
- 4 de febrero:
  - en Long Beach (California) una mujer estéril da a luz tras la implantación de un óvulo fertilizado en otra mujer.
  - en España, la banda terrorista ETA asesina a un exmiembro de la banda, el ingeniero y constructor Miguel Francisco Solaun.
  - en la Ciudad del Vaticano ―en el marco de la Guerra fría―, el papa Juan Pablo II suspende a divinis del ejercicio del sacerdocio a los sacerdotes nicaragüenses Ernesto Cardenal (59), Fernando Cardenal (50, hermano del anterior), Miguel d'Escoto (51) y Edgard Parrales, debido a su adscripción a la teología de la liberación.
- 6 de febrero: Beirut Este es ocupado por las milicias cristianas libanesas.
- 9 de febrero: fallece el presidente soviético Yuri Andrópov. Konstantin Chernenko asume la presidencia de la Unión Soviética.
- 13 de febrero: en Moscú (Rusia), Konstantín Chernenko es elegido nuevo secretario general del Partido Comunista de la Unión Soviética.
- 14 de febrero:
  - en Bruselas, España y la Comunidad Económica Europea firman un acuerdo pesquero para ese año.
  - en Panamá, Jorge Illueca se convierte en presidente.
- 16 de febrero: Fidel Castro (presidente de Cuba) acompañado por Daniel Ortega (presidente de Nicaragua) hace una escala de 5 horas en España en lo que es la primera visita del presidente cubano a una capital de Europa Occidental.
- 23 de febrero:
  - en San Sebastián (España), los Comandos Autónomos Anticapitalistas asesinan al senador socialista vasco Enrique Casas.
  - en el hospital Bellvitge de Barcelona (Cataluña) se lleva a cabo con éxito el primer trasplante de hígado en España, realizado por los doctores Margarit y Jaurrieta.
- 24 de febrero: Brunéi se independiza del Imperio británico.
- 28 de febrero:
  - el vuelo 901 de Scandinavian Air System se accidenta en el Aeropuerto Internacional John F. Kennedy de Nueva York (Estados Unidos) sobreviviendo todos sus ocupantes a bordo.
  - en Borja (España) se estrella un Lockheed C-130 Hercules denominado como el Accidente aéreo de Borja: fallecen sus 18 ocupantes.

### Marzo
- 1 de marzo: en el Golfo Pérsico, fuerzas navales y aéreas de Irak destruyen siete barcos iraníes.
- 4 de marzo:
  - en Murcia (España), el soborno de periodistas fuerza la dimisión de Hernández Ros como presidente autonómico.
  - en la Unión Soviética se celebran elecciones legislativas.
- 5 de marzo: Irán acusa a Irak de emplear armas químicas en la guerra que mantienen ambos países, lo que conduce a una condena del uso de tales armas en la Organización de las Naciones Unidas el día 30 de marzo.
- 6 de marzo: en el Reino Unido se inicia la huelga de los mineros.
- 7 o 10 de marzo: unidades de la Policía Nacional de Colombia, apoyados por agentes de la DEA destruyen Tranquilandia, centro de procesamiento de cocaína del Cartel de Medellín. Desaparecen 13,8 toneladas de cocaína, valoradas en 1200 millones de dólares.
- 8 de marzo: en Mauritania, Mohamed Khouna Ould Haidalla derroca a Maaouya Ould Sid'Ahmed Taya.
- 14 de marzo: en el centro de Belfast (Irlanda del Norte), Gerry Adams, líder del Sinn Féin, resulta gravemente herido en un intento de asesinato
- 22 de marzo:
  - en Barcelona (Cataluña) deja de editarse el Diario de Barcelona, decano de la prensa diaria de España.
  - en Chile, como consecuencia de las manifestaciones populares, el dictador Augusto Pinochet restablece el estado de emergencia.
  - en Paraguay, el dictador Alfredo Stroessner clausura el diario ABC Color.
- 23 de marzo: en Roma (Italia) se roban una caja fuerte blindada con valores equivalentes a 3500 millones de pesetas.
- 25 de marzo:
  - en la Nicaragua sandinista se aprueba democráticamente una nueva ley electoral.
  - en El Salvador, José Napoleón Duarte (del partido Partido Demócrata Cristiano) gana la primera vuelta de las elecciones presidenciales.
- 27 de marzo: en Lima, Perú se produce el Motín del penal El Sexto que deja 20 muertos.
- 30 de marzo: España compra a Europa misiles antiaéreos Roland por valor de 30 000 millones de pesetas.

### Abril
- 2 de abril: un comando palestino, uno de sus miembros fallece abatido, hiere a 48 personas en Jerusalén.
- 7 de abril: el dictador chileno Augusto Pinochet, concede el salvoconducto a cuatro miembros del MIR asilados en la nunciatura apostólica (embajada de la Santa Sede).
- 9 de abril: en La Haya (Países Bajos), el Gobierno socialista de Nicaragua solicita ante la Corte Internacional de Justicia de la ONU abrir un proceso judicial contra Estados Unidos por su apoyo económico y logístico a los Contras. El 27 de junio de 1986, la Corte sentenciará a Estados Unidos a pagar 17 000 millones de dólares estadounidenses por 38 000 víctimas civiles y por la destrucción de infraestructura. En septiembre de 1992, la presidenta nicaragüense Violeta Chamorro perdonará esa deuda.
- 13 de abril: India penetra en el glaciar de Siachen con el fin de anexionarse más territorio dentro de la Línea de Control.
- 16 de abril: en Buenos Aires (Argentina) se funda la CHA (Comunidad Homosexual Argentina), la primera ONG de minorías sexuales de ese país.
- 19 de abril: el papa Juan Pablo II, con motivo del Año Jubilar de la Redención, pide «un estatuto internacional garantizado para Jerusalén».
- 20 de abril: en el noroeste de Kabul (Afganistán) se produce una amplia ofensiva de las fuerzas soviético-afganas.
- 24 de abril: en Estados Unidos: se estrena en televisión la serie Las aventuras de Sherlock Holmes, con Jeremy Brett (Sherlock Holmes) y David Burke (Watson).
- 24 de abril: en el estado de California se registra un terremoto de 6,2 que provoca graves daños.
- 27 de abril: en Barcelona (Cataluña) sale de la cadena de montaje de la empresa Seat el primer automóvil Ibiza.
- 29 de abril: en Cataluña (España), Jordi Pujol (candidato de la coalición Convergencia i Unió), logra el triunfo por mayoría absoluta en las elecciones autonómicas.
- 30 de abril: en Colombia, la mafia asesina al ministro de Justicia Rodrigo Lara Bonilla.

### Mayo
- 1 de mayo: en Perú, una banda terrorista asesina al policía de guardia civil Laurencio Paulino Rodríguez Escobar.
- 3 de mayo: en Francia, los GAL asesinan al etarra Jesús Zugarramurdi (alias Kishur), acusado por la policía española de participar en el atentado contra Carrero Blanco.
- 5 de mayo:
  - en Luxemburgo, la canción «Diggiloo diggiley» de los hermanos Herreys, gana por Suecia la XXIX Edición de Eurovisión.
  - el Athletic Club gana 1-0 al Barcelona en la Final de la Copa del Rey.
  - en la Cuenca del Plata, entra en funcionamiento la Represa de Itaipú.
- 6 de mayo:
  - en El Salvador, José Napoleón Duarte, candidato presidencial del PDC, derrota en la segunda vuelta de las elecciones presidenciales celebradas en ese mismo día a Roberto d'Aubuisson, candidato presidencial de ARENA.
  - se realizan las elecciones generales en Panamá.
  - en Ecuador, León Febres Cordero gana la segunda vuelta de las elecciones presidenciales.
  - en Lourdes (Francia) colisiona un autocar que transportaba 55 peregrinos, dejando 6 muertos y 29 heridos.
- 8 de mayo:
  - la Unión Soviética no participa en los Juegos Olímpicos de Los Ángeles. Trece países siguen su ejemplo.
  - en Canadá, el soldado Denis Lortie asalta el Parlamento de Quebec.
- 10 de mayo:
  - el Tribunal Internacional de La Haya sentencia que Estados Unidos debe suspender el bloqueo y minado de los puertos de Nicaragua.
  - el Tribunal Supremo español confirma la pena de 53 años de cárcel para Rafael Escobedo, por el Crimen de los Marqueses de Urquijo.
- 17 de mayo:
  - se descubre un "agujero" de 40 000 millones de pesetas en el fondo de pensiones de los empleados de Telefónica.
  - en Chile, se publica la Ley Antiterrorista, promulgada por Augusto Pinochet.
- 20 de mayo: en Argentina, María Estela Martínez de Perón regresa a Buenos Aires desde su exilio en Madrid.
- 21 de mayo: en Paraguay recupera la libertad Escolástico Covando (el preso político más antiguo de América, condenado en 1962 por participar de una conjura militar contra el dictador paraguayo Alfredo Stroessner).
- 30 de mayo: en Nicaragua, cerca de la frontera con Costa Rica, ocurre el Atentado de La Penca, con saldo de 22 heridos y 7 muertos (3 de ellos periodistas).

### Junio
- 1 de junio: en El Salvador, José Napoleón Duarte, electo como presidente, toma posesión de su cargo.
- 2 de junio: el Banco Nacional de México Banamex cumple 100 años de existencia.
- 5 de junio: en Nueva Delhi (India), la primera ministra de la India, Indira Gandhi ordena un ataque contra el Templo Dorado, el mayor sitio sagrado para la religión sij, que fue tomado por cientos de civiles sijes.
- 6 de junio:
  - en Amritsar (Panyab), el ejército indio ametralla a 700 sijes en el interior del sagrado Templo Dorado. Esto provocará el asesinato de la primera ministra Indira Gandhi.
  - en la Unión Soviética, Alekséi Pázhitnov inventa el famoso videojuego Tetris.
- 10 de junio: en Amritsar (India), el ejército ataca el Templo Dorado de los sijs. Son asesinados unas 700 personas.
- 16 de junio: pacto antiterrorista entre los gobiernos de España y Francia, acordado por los ministros José Barrionuevo y Gaston Deferre.
- 18 de junio: Inglaterra: Batallas campales entre cinco mil policías y mineros en Orgreave (Yorkshire) durante las huelgas de 1984-1985.
- 24 de junio: en República Dominicana se registra un terremoto de 6,7 que deja 5 muertos.
- 27 de junio: la selección francesa es campeón de la Eurocopa 1984.
- 30 de junio: en Bolivia, se frustra un intento de secuestro al presidente del país Hernán Siles Suazo.

### Julio
- 1 de julio: se realizan las elecciones de la Asamblea Nacional Constituyente en Guatemala.
- 9 de julio: en Inglaterra cae un rayo sobre la catedral Minster de York; el incendio resultante se expande por todo el edificio. Sin embargo, los sacerdotes rescatan todos los bienes y no se destruye la Ventana Rosa.
- Yvonne Ryding de Suecia, ganó Miss Universo de ese año en Florida.
- 12 de julio: nace la primera niña probeta en España.
- 18 de julio: en San Ysidro, California, 22 personas mueren y 19 resultan heridas en la Masacre del McDonald's de San Ysidro.
- 19 de julio: Jacques Delors, ministro francés de Economía y Finanzas, es nombrado presidente de la Comisión de la CEE (Comunidad Económica Europea) para suceder en el cargo al luxemburgués Gaston Thorn.
  - Un terremoto de 5,4 sacude el noroeste de Gales.
- 20 de julio: en España, el "agujero" de Banca Catalana asciende a 63 855 millones de pesetas.
- 22 de julio: en Guinea Ecuatorial se perpetra un intento fallido de golpe de Estado.
- 24 de julio: en Madrid y Barcelona (España) se aborta una vasta operación terrorista iraní.
- 25 de julio: la cosmonauta soviética Svetlana Savitskaja se convierte en la primera mujer que camina por el espacio.
- 26 de julio:
  - El Gobierno militar uruguayo rehabilita políticamente a casi la totalidad de los militantes de izquierda, excepto a Wilson Ferreira Aldunate.
  - Doce hombres de negocios europeos consiguen en 48 horas reunir la fianza para pagar la libertad provisional de José María Ruiz-Mateos.
- 28 de julio: se inauguran los juegos olímpicos en la ciudad de Los Ángeles, California, con ausencia de los países comunistas.
- 29 de julio: en Curazao, dos delincuentes secuestran el Vuelo 252 de Aeropostal, un avión venezolano con 82 pasajeros a bordo, y exigen la entrega de 250 armas. La policía mata a los delincuentes y rescata a los rehenes.
- 30 de julio: en Francia, la policía detiene al "número dos" de la banda terrorista ETA, Eugenio Etxeveste.

### Agosto
- 2 de agosto: a las 7:00 (hora local), a 334 m de profundidad en el Área de pruebas nucleares de Nevada, Estados Unidos detona su bomba atómica Correo, de 10 kt. Es la n.º 1015 de las 1129 bombas que explotó Estados Unidos entre 1945 y 1992.
- 3 de agosto:
  - en Uruguay se firma el Pacto del Club Naval, que posibilitará el retorno del régimen democrático.
  - en Argentina se convoca la primera huelga general contra el Gobierno del presidente Raúl Alfonsín.
- 4 de agosto: la República de Alto Volta cambia de nombre y pasa a denominarse Burkina Faso.
- 7 de agosto: Irak reanuda el ataque contra Irán con misiles a los barcos petroleros que navegan por el golfo Pérsico.
- 10 de agosto: en Ecuador, toma posesión del cargo el presidente León Febres Cordero.
- 11 de agosto: en Estados Unidos, el presidente Ronald Reagan pronuncia en broma las siguientes palabras, mientras probaba un micrófono, sin saber que estaba en el aire (sus palabras fueron radiadas en directo): «Compatriotas estadounidenses, me alegra decirles que hoy he firmado una ley que ilegalizará a Rusia para siempre. En cinco minutos empezaremos a bombardear».
- 16 de agosto: despega por primera vez la versión inicial del avión ATR 42.
- 22 de agosto: se realizan las elecciones generales en Sudáfrica.
- 29 de agosto: en el estado de Oregón (Estados Unidos), miembros de la secta Osho envenenan con la bacteria de la salmonella a dos comisionados del condado de Wasco que visitaron la comunidad jipi. En los siguientes dos meses, la secta perpetrará el atentado bioterrorista osho.
- 30 de agosto:
  - en cabo Cañaveral (Estados Unidos), la NASA lanza el transbordador espacial Discovery.
  - en el Sitio de pruebas atómicas de Nevada (a unos 100 km al noroeste de la ciudad de Las Vegas), a las 6:45 (hora local), Estados Unidos detona a 365 m bajo tierra sus bombas atómicas Dolcetto y Wexford, de 20 y 15 kt respectivamente. Son las bombas n.º 1016 y 1017 de las 1129 que Estados Unidos detonó entre 1945 y 1992.

### Septiembre
- 3 de septiembre: en Sudáfrica, Pieter Willem Botha se convierte en presidente.
- 4 de septiembre: Brian Mulroney gana las elecciones en Canadá.
- 4 y 5 de septiembre: En Chile, Doble Jornada de Protesta contra el régimen de Pinochet deja un saldo de 10 muertos y 150 heridos. En esta ocasión muere el sacerdote André Jarlan.
- 11 de septiembre: en la isla de La Gomera (Canarias), veinte personas mueren en un incendio forestal entre ellas Francisco Afonso (gobernador de Santa Cruz de Tenerife).
- 13 de septiembre: a 483 m bajo tierra, en el Área U4ar del Sitio de pruebas atómicas de Nevada (a unos 100 km al noroeste de la ciudad de Las Vegas), a las 6:00 (hora local), Estados Unidos detona su bomba atómica Bretón, de 33 kt. Es la bomba n.º 1018 de las 1129 que Estados Unidos detonó entre 1945 y 1992.
- 14 de septiembre:
  - en Buenos Aires (Argentina), tres jóvenes ingresan en el departamento del dibujante e historietista Lino Palacio (de 80 años de edad) para robarle y lo asesinan a él y a su esposa.
  - Joe Kittinger se convierte en la primera persona que cruza solo el océano Atlántico en un globo de aire caliente.
  - en Japón, un terremoto de 6,3 deja 29 muertos.
- 17 de septiembre: Brian Mulroney se convierte el 22.º primer ministro de Canadá.
- 19 de septiembre: Doscientos estudiantes de la Universidad Central de Venezuela se dirigen hacia Caracas en autobuses. El rector Edmundo Chirinos le solicita al Viceministro de Relaciones Interiores que impidiese el paso de los estudiantes, siendo retenidos por la Guardia Nacional. Los estudiantes buscaron romper el cerco militar por la fuerza, momento en el que son tiroteados por los militares. La Masacre de Tazón se saldó con 35 estudiantes y tres guardias heridos, pero sin muertos.
- 20 de septiembre: en Argentina, la CONADEP (Comisión Nacional sobre la Desaparición de Personas) entrega al presidente Raúl Alfonsín su informe, que demuestra la existencia de los miles de «desaparecidos» asesinados por la dictadura de Videla.
- 21 de septiembre: en Estados Unidos, la NASA lanza la nave Galaxy-C.
- 24 de septiembre:
  - en la localidad de The Dalles (estado de Oregón), miembros de la secta Osho contaminan con salmonella las barras de ensaladas de diez restaurantes locales (atentado bioterrorista de Osho), en los siguientes días caerán enfermas 751 personas, pero no se producirán muertes. Esto llevará al encarcelamiento de Osho.
  - en Barcelona (Cataluña), se inaugura el Museo del Fútbol Club Barcelona.
- 26 de septiembre: en Hong Kong, China y Reino Unido acuerdan la cesión de la soberanía británica sobre esta ciudad en 1997.
- 27 de septiembre: en España el Congreso aprueba una ley orgánica contra terroristas y bandas armadas.

### Octubre
- 2 de octubre:
  - regresan a Unión Soviética tres cosmonautas, tras permanecer 237 días en órbita, batiendo el anterior récord.
  - a 350 metros bajo tierra, en el área U4r del Sitio de pruebas atómicas de Nevada (a unos 100 km al noroeste de la ciudad de Las Vegas), a las 10:14 (hora local), Estados Unidos detona su bomba atómica n.º 1019: Vermejo, de 2,5 kt.
- 3 de octubre: el huracán Hortensia alcanza las costas de Galicia, causando daños por valor de 10 000 millones de pesetas.
- 14 de octubre: el padre Jose Kaimlett funda, en la India, la sociedad apostólica Heraldos de la Buena Nueva.
- 19 de octubre: en Polonia, el sacerdote católico Jerzy Popiełuszko es secuestrado y asesinado por tres agentes del Servicio de Inteligencia Interna.
- 23 de octubre:
  - en Joateca (El Salvador), el teniente Domingo Monterrosa Barrios ―responsable de la Masacre del Mozote durante la dictadura salvadoreña― captura un falso transmisor de Radio Venceremos (del frente FMLN) cargado de explosivos. Cuando viajaba en helicóptero para transportar el trofeo de guerra, los guerrilleros hacen explotar el aparato.
  - en Londres, el canal BBC News emite varios reportajes de televisión que revelan al mundo que en Etiopía se está produciendo una hambruna, donde miles de personas ya han muerto de inanición y hasta 10 millones de personas se encuentran en riesgo de muerte.
- 25 de octubre: la Comunidad Económica Europea aporta 1,8 millones de libras para ayudar a combatir la hambruna en Etiopía.
- 31 de octubre: Indira Gandhi, primera ministra de la India es asesinada por sus guardias de seguridad. Su hijo Rajiv Gandhi, le sucede en el cargo.
- 31 de octubre: Yassin Haik, ilustre frigorista afrocatalán España ejecuta con gran éxito los trabajos de iluminación de la célebre torre del Ángel de la Sagrada Familia

### Noviembre
- 4 de noviembre: el FSLN gana las elecciones generales en Nicaragua.[1]
- 6 de noviembre: en los Estados Unidos se llevan a cabo elecciones presidenciales. El republicano Ronald Reagan consigue su reelección al vencer al demócrata Walter Mondale por una aplastante mayoría de 525 votos electorales frente a 13 de los demócratas.
- 6 de noviembre: en Chile, el dictador Augusto Pinochet declara el estado de sitio en todo el país.
- 10 de noviembre: 
  - en un túnel a 372 metros bajo tierra, en el área U3ld del Sitio de pruebas atómicas de Nevada (a unos 100 km al noroeste de la ciudad de Las Vegas), a las 8:40 (hora local) Estados Unidos detona su bomba atómica Sprit, de 5 kt. Es la bomba n.º 1020 de las 1129 que Estados Unidos detonó entre 1945 y 1992.
  - en Ciudad de México, la canción Agualuna de Fernando Ubiergo, gana por Chile la XIII edición del Festival OTI.
- 15 de noviembre: la venezolana Astrid Carolina Herrera Irrazábal, es coronada Miss Mundo otorgándole la tercera corona a Venezuela.
- 17 de noviembre: en la isla indonesia de Sumatra se registra un terremoto de 7,2.
- 19 de noviembre: en México, una serie explosiones en las instalaciones de Petróleos Mexicanos situadas en la localidad de San Juan Ixhuatepec (Tlalnepantla de Baz, México) deja alrededor de 500 y 600 muertos carbonizados y varios miles de heridos. Son evacuadas unas 200 000 personas del norte del valle de México.
- 20 de noviembre:
  - se funda el SETI, el servicio de búsqueda de inteligencia extraterrestre.
  - en Japón empieza a publicarse el manga (historieta) Dragon Ball.
- 23 de noviembre: en Bilbao (País Vasco), se recrudecen los continuos enfrentamientos entre los trabajadores de los Astilleros Euskalduna y la policía; esta utiliza fuego real de metralletas. Un trabajador muere de un ataque cardíaco.[2]
- 25 de noviembre:
  - Band Aid graba el sencillo de caridad «Do They Know It's Christmas?» para recaudar dinero para combatir la hambruna en Etiopía.
  - Julio María Sanguinetti gana las elecciones presidenciales en Uruguay.

### Diciembre
- 1 de diciembre: en Australia, Bob Hawke gana las elecciones.
- 2 de diciembre: en una calle de Palermo (Italia) es asesinado el gánster italiano Leonardo Vitale.
- 3 de diciembre:
  - en República Dominicana, la ley n.º 254 crea la provincia de Hato Mayor, constituida por los municipios de Hato Mayor del Rey, Sabana de la Mar y El Valle. Se designa como capital provincial la ciudad de Hato Mayor del Rey.
  - en Bhopal (India) sucede un escape de isocianato de metilo gaseoso en una fábrica de pesticidas de la empresa estadounidense Union Carbide (Desastre de Bhopal). En las primeras semanas causará la muerte de más de 20 000 personas. La empresa pagará una indemnización de 470 millones de dólares estadounidenses por los daños causados. El 7 de junio de 2010 un tribunal indio condenó a 8 directivos de la empresa a 2 años de prisión y a pagar unos 11 000 dólares cada uno (equivalente a un salario mensual de un gerente).
- 9 de diciembre en Tokio, el club de fútbol Club Atlético Independiente se corona campeón de la Copa Intercontinental al vencer al Liverpool Football Club  por 1 a 0, con gol de José Percudani.
- 12 de diciembre: golpe de Estado en Mauritania: Maaouya Ould Sid'Ahmed Taya derroca a Mohamed Khouna Ould Haidalla.
- 15 de diciembre: 
  - en un pozo a 640 metros bajo tierra, en el área U19ac del Sitio de pruebas atómicas de Nevada (a unos 100 km al noroeste de la ciudad de Las Vegas), a las 6:45 (hora local) Estados Unidos detona su bomba atómica Tierra, de 80 kt. Es la bomba n.º 1023 de las 1131 que Estados Unidos detonó entre 1945 y 1992.
  - la URSS lanza la sonda Vega 1, destinada a estudiar el planeta Venus y el cometa Halley.
- 17 de diciembre: la Unesco declara el casco histórico de la ciudad española de Córdoba Patrimonio de la Humanidad.
- 19 de diciembre: China y Reino Unido acuerdan la cesión de la soberanía británica sobre Hong Kong en 1997.
- 20 de diciembre:
  - en un pozo a 245 metros bajo tierra, en el área U3Lt del Sitio de pruebas atómicas de Nevada (a unos 100 km al noroeste de la ciudad de Las Vegas), a las 8:20 (hora local) Estados Unidos detona su bomba atómica Minero, de 2,5 kt. Es la bomba n.º 1025 de las 1132 que Estados Unidos detonó entre 1945 y 1992.
  - en la Ciudad de México se inaugura el primer tramo de la Línea 7 del métro desde Tacuba a Auditorio.
  - En Corinto (Colombia) estalla la Batalla de Yarumales.
- 31 de diciembre: en India, un terremoto de 6,0 deja 20 muertos y 100 heridos.

### Sin fecha
- La Unesco declara Patrimonio de la Humanidad a la ciudad de Biblos (en el Líbano) y a las ruinas de la misión jesuita San Ignacio Miní ubicadas en la provincia de Misiones (Argentina).
- En Etiopía comienza la hambruna, que para finales de 1984 producirá la muerte de un millón de personas.
- En el área de Los Ángeles, la CIA comienza una operación de narcotráfico que generará en todo el país la "epidemia de crack" (una forma degradada de cocaína que se puede fumar) con el fin de obtener fondos para financiar la Contra nicaragüense.

## Arte y literatura
- Stephen King, Peter Straub: El talismán.
- Milan Kundera: La insoportable levedad del ser.
- Mario Puzo: El siciliano.
- William Goldman: The Color of Light
- 6 de enero: José de Tomás García obtiene el premio Nadal por su novela La otra orilla de la droga.
- 7 de abril: Juan Benet, obtiene el Premio de la Crítica de narrativa castellana 1983 por su obra Herrumbrosas lanzas.
- Se crea el Cirque du Soleil.
- 3 de diciembre: la revista japonesa Shūkan Shōnen Jump estrena Dragon Ball, obra de Akira Toriyama.

## Ciencia y tecnología
- 15 de diciembre: La "URSS" lanza la sonda Vega 1, destinada a estudiar el planeta Venus y el cometa Halley.
- 21 de diciembre: lanzamiento de la sonda Vega 2, destinada a estudiar el planeta Venus y el cometa Halley.
- Nintendo lanza la versión del videojuego de boxeo Punch-Out!! para Japón.
- Lanzamiento del Macintosh 128k.
- Nintendo lanza Balloon Fight.
- Lanzamiento del Amstrad CPC 464.

## Cine
- 1984 de Michael Radford, basada en la novela de igual nombre del escritor británico George Orwell.
- Amadeus de Milos Forman, épica sobre la vida de Wolfgang Amadeus Mozart, ganadora del premio Óscar a la mejor película.
- Beverly Hills Cop (Superdetective en Hollywood) comenzó la saga con Eddie Murphy y dirigida por Martin Brest.
- Broadway Danny Rose de Woody Allen rinde un homenaje a los comediantes de clubes, donde el cineasta comenzó su carrera.
- Los cazafantasmas de Ivan Reitman protagonizada por Bill Murray, Harold Ramis, Dan Aykroyd, Ernie Hudson y Sigourney Weaver. Fue la película más taquillera del año.
- Dune, de David Lynch.
- Érase una vez en América, de Sergio Leone y protagonizada por Robert De Niro.
- Gremlins de Joe Dante.
- Indiana Jones and the Temple of Doom la segunda aventura protagonizada por Harrison Ford y dirigida por Steven Spielberg.
- Karate Kid la primera de la saga, dirigida por John G. Avildsen.
- La historia interminable (España) / La historia sin fin (Hispanoamérica) de Wolfgang Petersen.
- A Nightmare on Elm Street la primera que da vida a Freddy Krueger dirigida por Wes Craven.
- Purple Rain debut oscarizado a la mejor banda sonora de Prince. Revolucionó el concepto de las películas de rock con corte autobiográfico y consagró al músico de Mineápolis como estrella internacional.
- The Terminator de James Cameron, con Arnold Schwarzenegger, revoluciona por sus efectos visuales el género futurista y catastrófico de la ciencia ficción.
- The Return of Godzilla La primera que da inicio a la Era Heisei de Godzilla
- Splash De Ron Howard, protagonizada por Tom Hanks.
- Friday the 13th: The Final Chapter de Joseph Zito.
- Footloose (película de 1984) de Herbert Ross y protagonizada por Kevin Bacon.

## Música

### Festivales
- El 5 de mayo se celebra la XXIX edición del Festival de la Canción de Eurovisión en Luxemburgo, .
  - Ganador/a: El grupo Herreys con la canción «Diggi-Loo Diggi-Ley» representando a Suecia .

### Sencillos
- Queen: Radio Gaga
- Queen: It’s a Hard Life
- Queen: I Want To Break Free
- Queen: Hammer To Fall
- Bruce Springsteen: Born In The USA
- Van Halen: Jump
- Dead or Alive: You Spin Me Round

### Noticias
- Se crea la banda de punk rock The Offspring.
- Se crea la banda de metal neoclásico Stratovarius.
- Se crea la banda de power metal Helloween.
- Se crea la banda de thrash metal Sepultura.
- Se crea la banda de grunge Soundgarden.
- Se crea la banda de black metal Mayhem.
- Se crea la banda de hard rock Kraken
- El álbum de Michael Jackson, Thriller, se convierte el disco más vendido de la historia musical.

### Discografía
- Alan Parsons Project: Ammonia Avenue.
- Alaska y Dinarama: Deseo carnal.
- Alejandro Lerner: Lernertres
- Alphaville: Forever Young.
- Arturo Meza: No vayamos a irnos sin el mar.
- Bella Bestia: Bella Bestia.
- Binomio de Oro: Somos el vallenato
- Bruce Springsteen: Born in the U.S.A.
- Bon Jovi: Bon Jovi.
- Boney M: Ten Thousand Lightyears.
- Botellita de Jerez: Botellita de Jerez.
- Black Flag: My War.
- Bob Dylan: Real Live
- Bryan Adams: Reckless.
- Bryan Loren: Bryan Loren.
- Camilo Sesto: Amanecer/84.
- Chaka Khan: I Feel For You.
- Change: Change Of Heart.
- Charly García: Piano Bar.
- Chayanne: Chayanne es mi nombre.
- Chic: Believer.
- Chicago: Chicago 17.
- Chiquetete: Eres mía.
- Dan Hartman: I Can Dream About You.
- Daniela Romo: Amor prohibido.
- David Bowie: Tonight.
- David Gilmour: About Face.
- Deep Purple: Perfect Strangers.
- Depeche Mode: Some Great Reward.
- Die Toten Hosen: Unter falscher Flagge.
- Dire Straits: Alchemy.
- Dokken: Tooth and Nail
- Duran Duran: Arena.
- Dyango: Al fin solos.
- El Gran Combo de Puerto Rico: Breaking the ice.
- El Tri: Simplemente
- Emmanuel: Emmanuel.
- Eva Ayllón: En escena.
- Fake: New Art.
- Fito Páez: Del 63.
- Foreigner: Agent Provocateur.
- Franco De Vita: Franco De Vita.
- Frankie Goes To Hollywood: Welcome to the Pleasuredome.
- Guillermo Dávila: Definitivamente.
- Grupo Niche: No hay quinto malo.
- Grim Reaper: See You In Hell
- Hall & Oates: Big Bam Boom.
- INXS: The Swing.
- Ilan Chester: Amístad
- Iron Maiden: Powerslave.
- Jean-Michel Jarre: Zoolook.
- Joaquín Sabina: Ruleta rusa.
- John Lennon & Yōko Ono: Milk and honey.
- John Waite: No Brakes.
- José Feliciano: Cómo tú quieres
- José José: Reflexiones.
- José Luis Perales: Amaneciendo en ti.
- José Luis Rodríguez: Voy a conquistarte
- Juan Gabriel: Recuerdos II.
- Juan Luis Guerra y 440: Soplando.
- Judas Priest: Defenders of the faith.
- Julio Iglesias: 1100 Bel Air Place.
- Kiss: Animalize.
- La Polla Records: Salve.
- Laura Branigan: Self Control.
- Los Jaivas: Obras de Violeta Parra.
- Los Prisioneros: La voz de los '80.
- Los Chichos: Adelante.
- Los Tigres del Norte: Jaula de oro.
- Luis Miguel: Palabra de honor.
- Lucía Méndez: Sólo una mujer.
- La Unión: Mil siluetas.
- Madonna: Like a virgin.
- María Conchita Alonso: María Conchita.
- María Jiménez: Voy a darte una canción.
- Mariya Takeuchi: Variety.
- Mecano: Ya viene el sol.
- Melissa: Melissa II.
- Metallica: Ride the lightning (27 de julio).
- Miami Sound Machine: Eyes of innocence.
- Michael Jackson: Farewell my summer love.
- Miguel Bosé: Bandido''.
- Miguel Materos/Zas: Tengo que parar
- Mike Oldfield: Discovery
- Mike Oldfield: The Killing Fields.
- Orlando Netti: Orlando Netti.
- Paul McCartney: Give My Regards To Broad Street.
- Paloma San Basilio: Paloma.
- Patti Austin: Ten.
- Pastor López: Para Colombia/Para Todos.
- Peter Brown: Snap.
- Pimpinela: Convivencia.
- Prince: Purple rain.
- Queen: The Works.
- Rage: Prayers of steel.
- Ralph MacDonald: Universal Rhythm.
- Raphael: Eternamente tuyo.
- Ratt: Out of the Cellar.
- Ray Parker Jr: Ghostbusters
- Raven: Live at the Inferno.
- Red Hot Chili Peppers: The Red Hot Chili Peppers.
- REO Speedwagon: Wheels Are Turnin'.
- Roberto Carlos: Roberto Carlos/Corazón
- Roberto Zanetti: Tonight
- Rocío Dúrcal: Amor eterno.
- Rockwell: Somebody's watching me.
- Rod Stewart: Camouflage
- Roger Hodgson: In the Eye of the Storm.
- Roger Waters: The Pros and Cons of Hitch Hiking.
- Rosario: Vuela de noche.
- Rubén Blades: Mucho mejor (Fania)/Buscando América(Elektra)
- Rush: Grace Under Pressure.
- Sade: Diamond Life.
- Saxon: Crusader.
- Scorpions: Love at First Sting.
- Simple Minds: Sparkle in the Rain.
- Siniestro Total: Menos mal que nos queda Portugal.
- Siouxsie And The Banshees: Hyæna.
- Slayer: Haunting the Chapel.
- Soda Stereo: Soda Stereo.
- Steve Perry: Street Talk.
- Stryper: Yellow and Black Attack.
- Suicidal Tendencies: Suicidal Tendencies.
- Tatiana: Tatiana.
- Timbiriche: Vaselina con Timbiriche.
- The Cure: The Top
- The Smiths: The Smiths
- Tina Turner: Private Dancer.
- Toto: Isolation.
- Twisted Sister: Stay Hungry.
- U2: The Unforgettable Fire.
- Van Halen: 1984.
- Video Kids: The Invasion Of The Spacepeckers.
- Virus: Relax.
- Viuda e Hijas de Roque Enroll: Viuda e Hijas de Roque Enroll.
- W.A.S.P.: W.A.S.P..
- Wham!: Make It Big.
- Yngwie J. Malmsteen: Rising Force.
- Yola Polastry: La banda de... ¡Hola Yola!.

## Deporte
- El 5 de febrero falleció el luchador mexicano, El Santo.
- El Liverpool FC gana su cuarta Copa de Europa empatando la final 1-1 frente al AS Roma y venciendo en los penaltis.
- Club Atlético Independiente Gana su séptima Copa Libertadores de América, tras empatar en Avellaneda contra el Gremio de Porto Alegre.
- 8 al 19 de febrero: se celebran los Juegos Olímpicos de Sarajevo.
- 28 de julio al 12 de agosto: se celebran los Juegos Olímpicos de Los Ángeles.
- Béisbol: Las Águilas del Zulia ganan su primer campeonato en Venezuela, así como en la Serie del Caribe en San Juan, Puerto Rico.
- Béisbol: El equipo Leones de Yucatán gana su segundo campeonato en la Liga Mexicana de Béisbol venciendo en 6 juegos a Indios de Ciudad Juárez.
- Los Chicago Bulls escogen a Michael Jordan en el número 3 del draft de la NBA.
- Eurocopa de fútbol en Francia. Final. Francia 2 - España 0.
- El Athletic Club gana la copa del rey de fútbol.
- El FC Barcelona se proclama campeón de la Recopa de Europa de Balonmano.
- El FC Barcelona, campeón de la Copa de Europa de Hockey sobre patines.
- Fútbol de Argentina: Argentinos Juniors obtiene el Campeonato Metropolitano al vencer al Club Atlético Temperley por 1-0.
- Fútbol de Argentina: Ferro Carril Oeste obtiene el Torneo Nacional al vencer a River Plate por un global de 4 a 0.
- Balón de Oro: El francés Michel Platini, de la Juventus, es designado mejor futbolista del mundo del año por la revista France Football.
- Hugo Sánchez en este año obtiene su primer Trofeo Pichichi al anotar 19 goles.
- El Club Atlético Independiente se consagra campeón del mundo por segunda vez en su historia, venciendo 1-0 al Liverpool en Japón.
- Campeonato Nacional de fútbol chileno: Universidad Católica campeón.
- Fútbol Profesional Colombiano: América de Cali (4.ª vez).
- Campeonato Ecuatoriano de Fútbol: El Nacional logra su segundo tricampeonato (1976/78, 1982/84), algo sin precedentes en la historia del torneo. Es el octavo título en su palmarés.
- División Mayor del Básquetbol de Chile: Universidad Católica campeón.
- El América, derrota por 5-3 a las Chivas, el 10 de junio en la final.
- El Club Blooming, se proclama campeón de la Liga de Fútbol Profesional Boliviano por primera vez.
- Everton de Viña del Mar campeón de Copa Chile.
- El 30 de junio el Real Valladolid se corona campeón de la Copa de la Liga
- 11 de febrero: Tito Santana se proclama Campeón Interncontinental de la WWF.

### Automovilismo
- Fórmula 1: Niki Lauda se consagra campeón del mundo a bordo de un McLaren. Ayrton Senna debuta en el mundial al mando de un Toleman.
- WRC: Stig Blomqvist gana el título a bordo de un Audi Quattro
- Rally Dakar: René Metge gana la competencia a bordo de un Porsche 911
- NASCAR: Terry Labonte gana el título a bordo de un Chevrolet Montecarlo
- Champ Car: Mario Andretti gana el título a bordo de un Lola Cosworth
- 500 Millas de Indianápolis:Rick Mears gana la competencia
- Turismo Carretera: Roberto Mouras gana el título por segunda vez consecutiva a borde de una Dodge GTX
- Turismo Competición 2000: Mario Gayraud gana el título a bordo de un Ford Taunus GT

### Tenis
- Abierto de Australia: Hombres: Mats Wilander a Kevin Curren. Mujeres: Chris Evert a Helena Suková.
- Roland Garros: Hombres: Ivan Lendl a John McEnroe. Mujeres: Martina Navratilova a Chris Evert.
- Wimbledon: Hombres: John McEnroe a Jimmy Connors. Mujeres: Martina Navratilova a Chris Evert.
- US Open: Hombres: John McEnroe a Ivan Lendl. Mujeres: Martina Navratilova a Chris Evert.

## Premios Nobel
- Física: Carlo Rubbia y Simon van der Meer.[3]
- Química: Robert Bruce Merrifield.[3]
- Medicina: Niels K. Jerne, Georges J.F. Köhler y César Milstein.[3]
- Literatura: Jaroslav Seifert.[3]
- Paz: Desmond Mpilo Tutu.[3]
- Economía: Richard Stone.[3]

## Premios Príncipe de Asturias
- Artes: el Orfeón Donostiarra.[4]
- Ciencias Sociales: Eduardo García de Enterría.[4]
- Comunicación y Humanidades: Claudio Sánchez Albornoz.[4]
- Cooperación Internacional: Grupo de Contadora.[4]
- Investigación Científica y Técnica: Antonio García Bellido.[4]
- Letras: Pablo García Baena.[4]

## Premio Cervantes
- Ernesto Sabato.[5]